# Тяексі
Тя́ексі (ест. Tääksi küla) — село в Естонії, у волості Пиг'я-Сакала повіту Вільяндімаа.

## Населення
Чисельність населення на 31 грудня 2011 року становила 99 осіб.

## Географія
Від населеного пункту починаються автошляхи 24110 (Веневере — Тяексі) та 24122 (Мудісте —Тяексі), поблизу проходить автошлях 24120 (Яска — Аймла).

## Історія
З 19 грудня 1991 до 1 листопада 2005 року село входило до складу волості Олуствере, з 1 листопада 2005 до 21 жовтня 2017 року — волості Сууре-Яані.